# Orrvikssjön
Orrvikssjön är en sjö i Örnsköldsviks kommun i Ångermanland och ingår i Nätraåns huvudavrinningsområde. Sjön har en area på 0,794 kvadratkilometer och ligger 75 meter över havet.

## Delavrinningsområde
Orrvikssjön ingår i det delavrinningsområde (701873-162438) som SMHI kallar för Utloppet av Drömmesjön. Medelhöjden är 123 meter över havet och ytan är 20,48 kvadratkilometer. Räknas de 158 avrinningsområdena uppströms in blir den ackumulerade arean 905,83 kvadratkilometer. Avrinningsområdets utflöde Nätraån mynnar i havet. Avrinningsområdet består mestadels av skog (46 procent), öppen mark (13 procent) och jordbruk (11 procent). Avrinningsområdet har 4,34 kvadratkilometer vattenytor vilket ger det en sjöprocent på 21,2 procent.